# 1999 FJ26
1999 FJ26 är en asteroid i huvudbältet som upptäcktes den 19 mars 1999 av LINEAR i Socorro County, New Mexico.
Asteroiden har en diameter på ungefär 15 kilometer.